# Марк Помпоний Меций Проб
Марк Помпоний Меций Проб (на латински: Marcus Pomponius Maecius Probus; * 195, † 228) e политик и сенатор на Римската империя през края на 2 век и началото на 3 век.

## Биография
Проб произлиза от фамилията Помпонии. Син е на Марк Меций Проб и Помпония Ария.
През 228 г. той е редовен консул заедно с Квинт Аиаций Модест Кресцентиан по времето на император Александър Север.

## Фамилия
Той се жени и е баща на:
- Марк Меций Проб (* 220 г.), жени се за Пупиена Секстия Павлина Цетегила (* 225 г.), дъщеря на Марк Пупиен Африкан и Корнелия Марулина и има:
  - Марк Меций Орфит (* 245), жени се за Фурия (* 244), дъщеря на Гордиан III и Транквилина, и има:
    - Меция Проба (* 270), омъжва се за Фалтоний (* 260), син на Фалтоний Пиниан.